# New Beginning
New Beginning is een nummer van de Belgische zanger Milo Meskens. Het nummer dat geschreven werd door de zanger zelf, werd uitgebracht op 10 maart 2017 en is te vinden op zijn debuutalbum Contrast.  New Beginning werd een succesvol nummer in de Vlaamse hitlijsten en kreeg daarvoor een nominatie voor Hit van het jaar bij de Music Industry Awards.